# Andre Geim
Andre Geim FRS (em russo:  Андрей Константинович Гейм; Sóchi, 21 de outubro de 1958) é um físico holandês nascido na Rússia, conhecido como descobridor do grafeno e por demonstrações concretas da levitação magnética.
Membro de grupos de pesquisa em física da Universidade de Manchester, Geim foi laureado com o Prêmio Nobel de Física de 2010, juntamente com Konstantin Novoselov, por "experiências inovadoras com o grafeno bidimensional".
Depois de ter ganho um Prêmio IgNobel em 2000, em 2010 passou a ser a primeira pessoa que ganhou um prémio Nobel juntamente com um prémio IgNobel.
Esteve no Brasil em março de 2016 para a inauguração do Centro de Pesquisas Avançadas em Grafeno, Nanomateriais e Nanotecnologia (MackGraphe), da Universidade Presbiteriana Mackenzie em São Paulo.

## Vida
Geim é judeu e nasceu no dia 1 de outubro de 1958 em Sochi, Rússia. Seus pais, Konstantin Alekseyevich Geim (Alemão) e Nina Nikolayevna Bayer (Alemã-judia), eram engenheiros. Em 1982 ele se formou na Universidade Moscow Institute of Physics and Technology e em 1987 obteve seu doutoramento no Institute of Solid State Physics da Russian Academy of Sciences. Dentre seus projetos, destacam-se o grafeno.